# Тайзо (лунный кратер)
Кратер Тайзо (лат. Taizo) — небольшая впадина в районе борозды Хэдли на видимой стороне Луны. Название дано по японскому мужскому имени и утверждено Международным астрономическим союзом в 1979 году.

## Описание кратера
Кратер Тайзо располагается в районе южного окончаниz борозды Хэдли,. По соседству c кратером находятся другие подобные образования —  Бела, Карлос и Джомо на юге.

Селенографические координаты центра кратера — 24°42′ с. ш. 2°12′ в. д. / 24,7° с. ш. 2,2° в. д., длина — 8,2 км, глубина — 1 км.

Кратер Тайзо имеет удлиненную форму с размерами приблизительно 8,2×1 км. Его природа не вполне ясна. Возможно, что кратер Тайзо вместе со своими соседями, перечисленными выше, являются лишь искривленными сегментами более крупной циркулярной структуры.

## Сателлитные кратеры
Отсутствуют.

## Галерея
- Кратеры Бела, Карлос и Тайзо. Снимок зонда Lunar Reconnaissance Orbiter.